# Polawat Wangkahart
Polawat Wangkahart (tiếng Thái: พลวัฒน์ วังฆะฮาด, sinh ngày 27 tháng 7 năm 1987) là một cầu thủ bóng đá người Thái Lan thi đấu ở vị trí hậu vệ phải cho câu lạc bộ ở Thai League 2 Trat.

## Sự nghiệp quốc tế
Vào tháng 9 năm 2010 anh ra mắt cho Thái Lan trong trận giao hữu trước Ấn Độ.

### Quốc tế
Tính đến 12 tháng 11 năm 2015
| Đội tuyển quốc gia | Năm  | Số trận | Bàn thắng |
| ------------------ | ---- | ------- | --------- |
| Thái Lan           | 2010 | 2       | 0         |
| Thái Lan           | 2011 | 1       | 0         |
| Thái Lan           | Tổng | 3       | 0         |

## Danh hiệu

### Câu lạc bộ
Osotspa Saraburi
- Cúp Hoàng gia Kor (1): 2007